# Museum Gunzenhauser

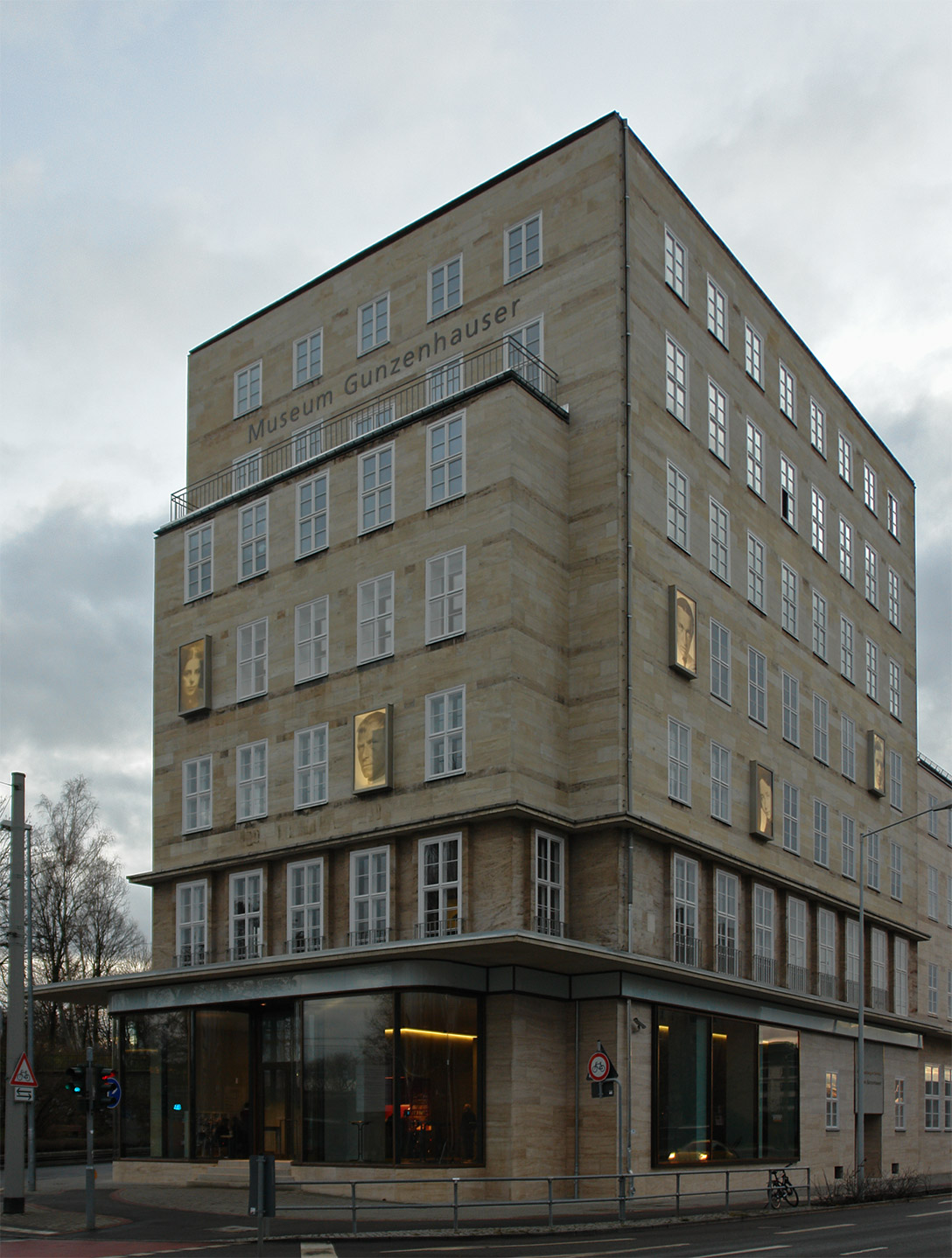
Gebäude nach dem Umbau

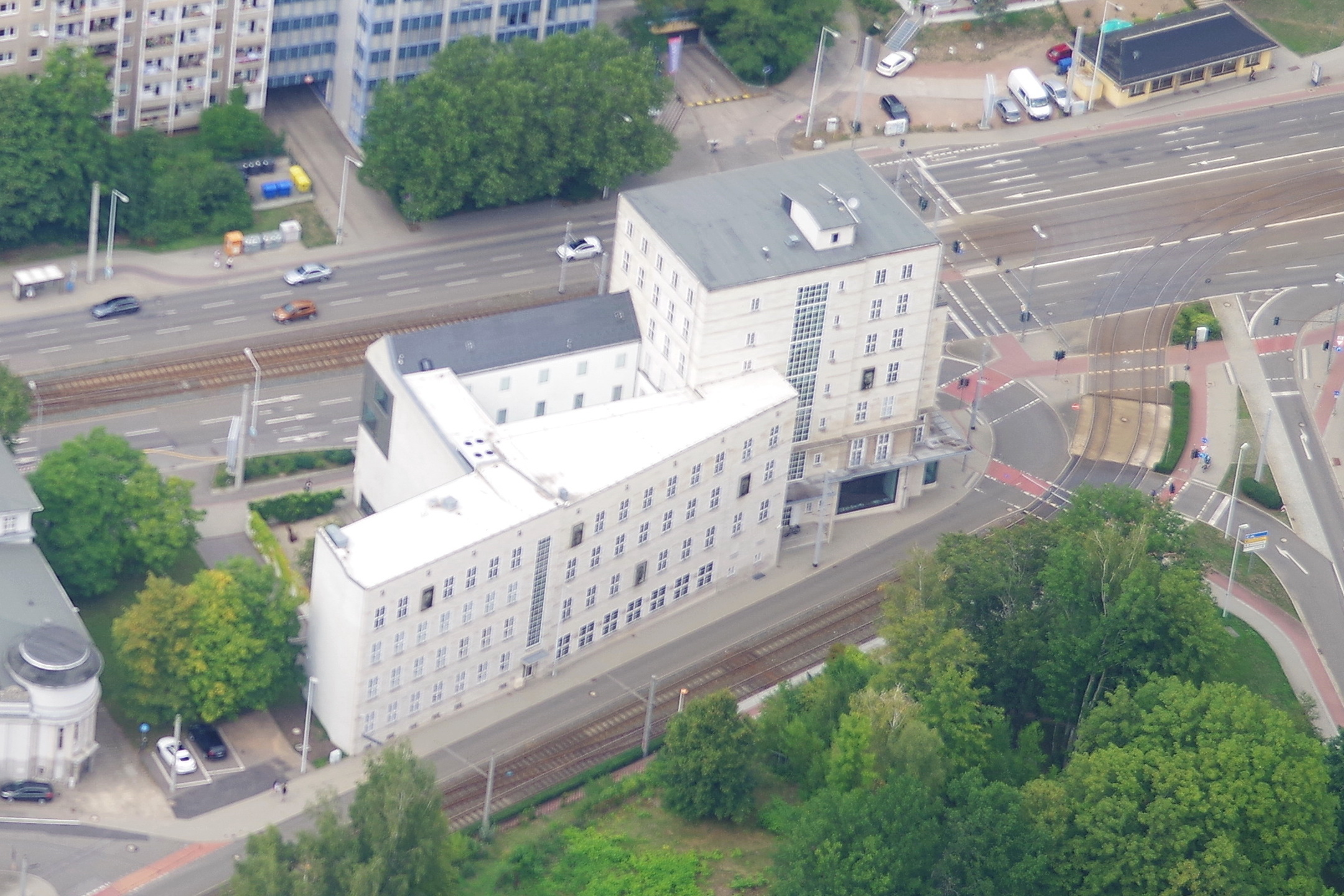
Museum Gunzenhauser, Luftaufnahme

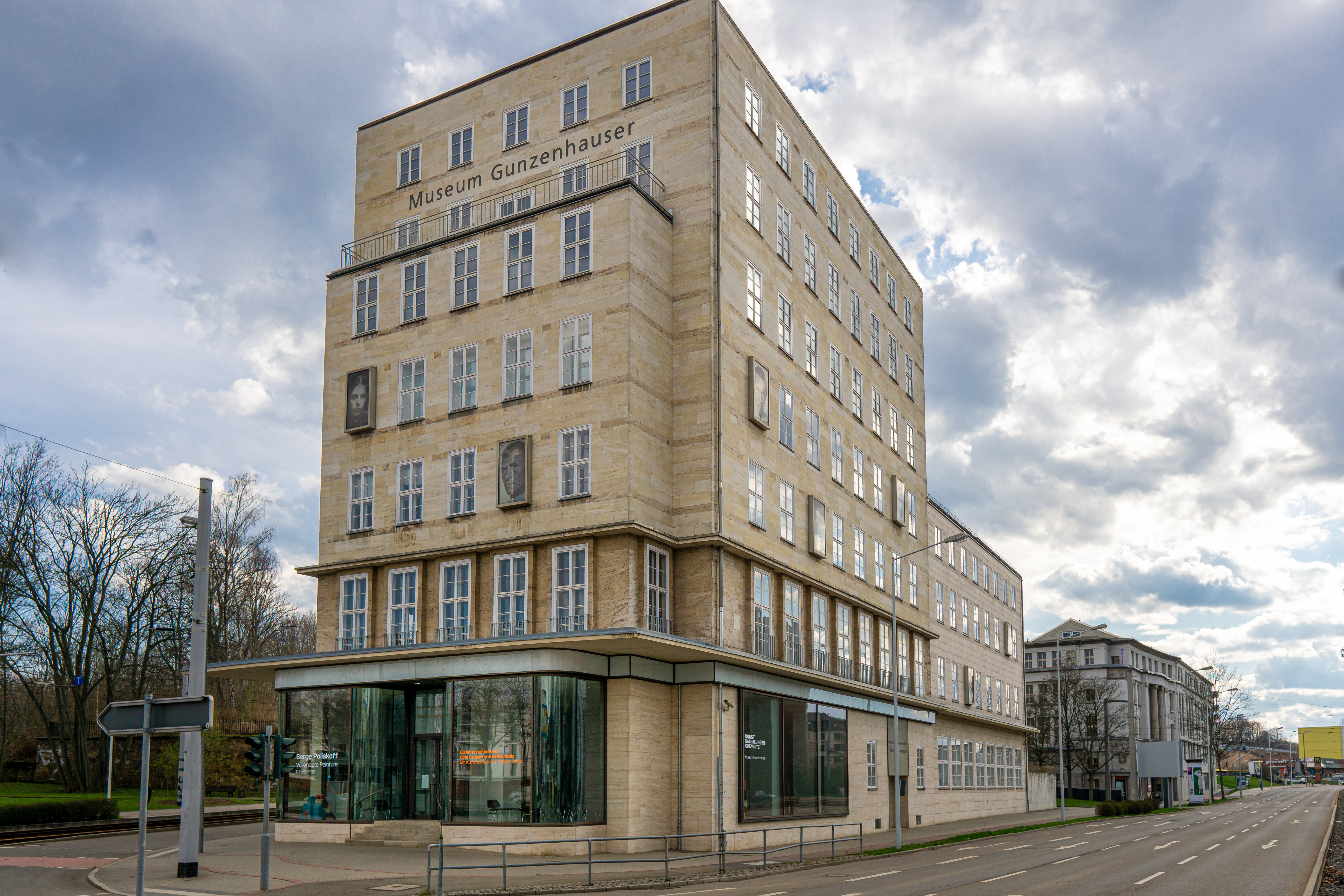
Museum Gunzenhauser 2021

Das Museum Gunzenhauser der Kunstsammlungen Chemnitz ist ein Kunstmuseum der Klassischen Moderne in Chemnitz. Es umfasst die aus 2459 Werken von 270 Künstlern des 20. Jahrhunderts bestehende Sammlung des Münchner Kunsthändlers Alfred Gunzenhauser. Hiervon befinden sich 300 Werke in der Dauerausstellung. Das Museum Gunzenhauser wurde am 1. Dezember 2007 im Beisein von Bundespräsident Horst Köhler eröffnet und ist damit das erste Sammlermuseum in den neuen Bundesländern. Die Verwaltung liegt in der Hand der Kunstsammlungen Chemnitz. Das Museum befindet sich unweit des Falkeplatzes, an der Ecke zwischen Stollberger und Zwickauer Straße.

## Baugeschichte

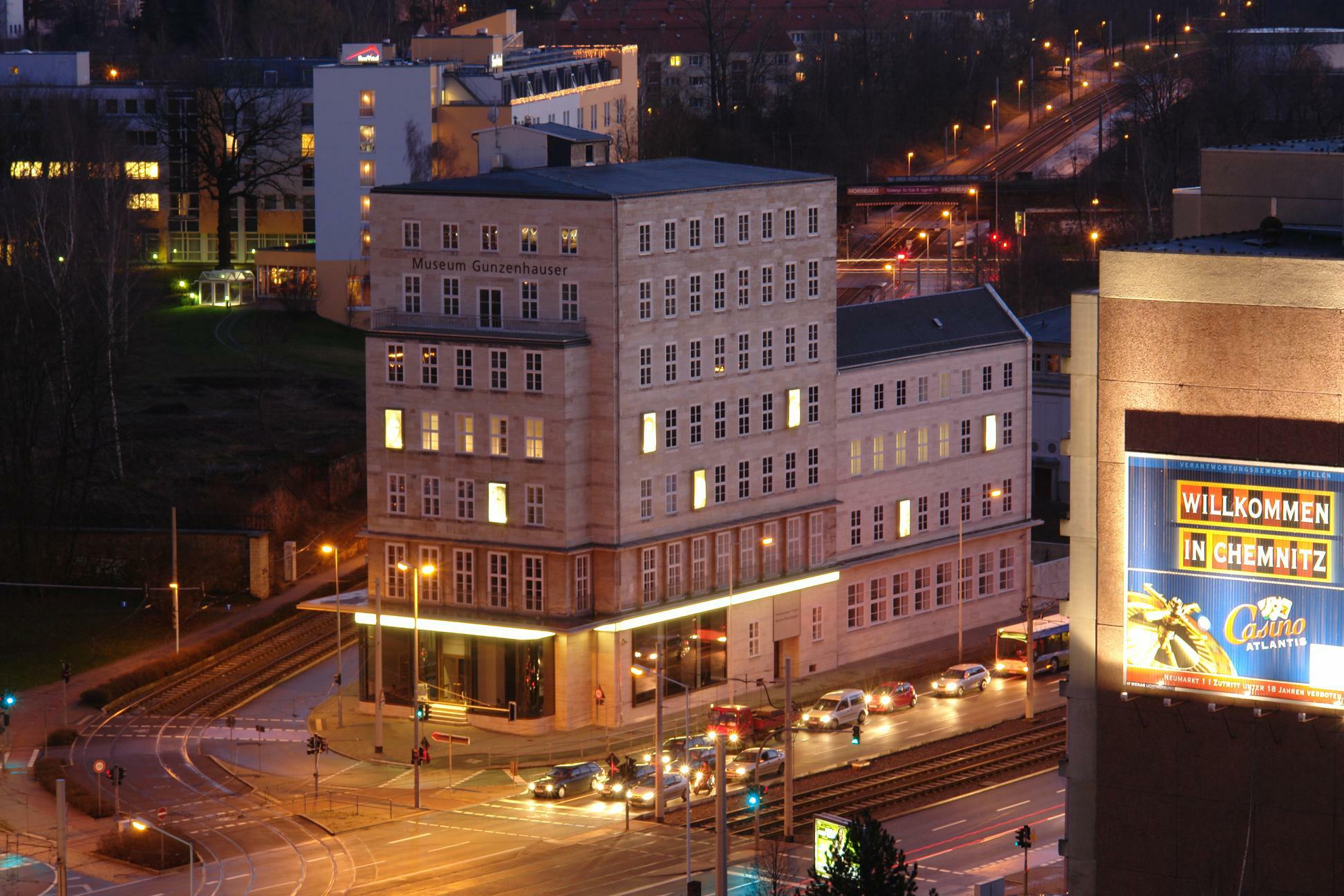
Museum bei Nacht

Das Museumsgebäude wurde in den Jahren 1928 bis 1930 als ehemaliger Hauptsitz der Sparkasse Chemnitz im Stil der Neuen Sachlichkeit erbaut und war eines der ersten Hochhäuser in Chemnitz. Fred Otto (1883–1944), Stadtbaurat für Hochbau von 1925 bis 1944, verzichtete bewusst auf alles Schmückende und verwendete für die Fassaden hellen, beigefarbenen Travertin. So kamen die ausgewogenen Proportionen und die klare Gliederung des Gebäudes gut zur Wirkung. Ästhetisches Zentrum des Gebäudes ist die durch ein Glasdach belichtete ehemalige Kassenhalle. Beim Umbau zum Museum, der 9,5 Mio. Euro kostete, wurden die räumlichen Potentiale des bestehenden Gebäudes durch den Berliner Architekten Volker Staab optimal genutzt und bauliche Ergänzungen und Eingriffe so klein wie möglich gehalten.

## Sammlung
Der Münchner Galerist Alfred Gunzenhauser unterschrieb im Juli 2003 das Vertragswerk zur dauerhaften Präsentation seiner Sammlung in Chemnitz. Die Eröffnung der Ausstellung erfolgte im Dezember 2007. Hauptbestandteil der privaten Sammlung ist ein umfassender Bestand von Werken des Expressionismus. Den lokalen Wurzeln der „Brücke“ entsprechend finden sich in der Ausstellung auch Arbeiten von Ernst Ludwig Kirchner, Erich Heckel und Karl Schmidt-Rottluff, die durch ihre gemeinsame Schulzeit in Chemnitz miteinander verbunden waren. Quantitativ stärker vertreten sind Werke von Alexej von Jawlensky – mit 76 Arbeiten die zweitgrößte Sammlung des russischen Künstlers weltweit – und Gabriele Münter vom „Blauen Reiter“ mit 55 Gemälden, Hinterglasmalereien und druckgraphischen Arbeiten. Die Jawlensky-Sammlung ist die zweitgrößte Deutschlands. Beide expressionistischen Künstlergruppen werden ergänzt von Werken verschiedener Künstler wie Christian Rohlfs, Paula Modersohn-Becker und Helmut Kolle. Max Beckmann ist mit interessanten Gemälden aus den 1930er- und 1940er-Jahren vertreten. Aus der Zeit der Weimarer Republik kommen Werke von Karl Hubbuch, Franz Radziwill, Alexander Kanoldt, Georg Schrimpf und Gustav Wunderwald. 114 Arbeiten stammen von Conrad Felixmüller.
Herzstück des Museums ist mit 290 Arbeiten eine der größten musealen Sammlungen von Otto Dix. Die gesamte 3. Etage des Museums ist ihm gewidmet. Das erste in Öl gemalte Selbstbildnis von 1912, frühe Gemälde aus der Zeit an der Dresdner Kunstgewerbeschule, wichtige Aquarelle und Gouachen aus der Zeit des Ersten Weltkriegs sowie bedeutende Werke der 1920er-Jahre, Werke aus der Zeit der Inneren Emigration und repräsentative Beispiele aus dem Spätwerk sind in dieser Sammlung beinhaltet. Aus der Zeit nach dem Zweiten Weltkrieg stammen Werke von Willi Baumeister, Fritz Winter, Ernst Wilhelm Nay, Bernard Schultze und Emil Schumacher sowie von Karl Hofer, Johannes Grützke, Horst Antes, Klaus Fußmann, Karl Horst Hödicke und Rainer Fetting. Erwähnenswert sind weiterhin die ausgestellten Werke von Lovis Corinth.

## Sonderausstellungen
| - 2008: Gabriele Münter - Gemälde, Hinterglasmalerei, Arbeiten auf Papier - 2009: Uwe Lausen – Gemälde - 2009: Gerhard Altenbourg, Horst Hussel – Werke im Museum Gunzenhauser - 2010: Sommerausstellung – Blick in die Sammlung - 2010: Guido Seeber – FilmKunst in der Weimarer Republik - 2010: Helmut Kolle – Ein Deutscher in Paris - 2011: Ich Dix bin das A und das O – Selbstporträts von Otto Dix im Museum Gunzenhauser - 2011: Otto Dix in Chemnitz - 2011: Orpheus und die Tiere – Ein Wandbild für Chemnitz von Otto Dix - 2011: Trau deinen Augen, Otto Dix – Ein Fotoporträt - 2012: Antes Grützke Hödicke Fetting - 2012: Otto Dix – Die Sammlung Dr. Alfred Gunzenhauser - 2012: Conrad Felixmüller – Zwischen Kunst und Politik | - 2013: Sezessionisten – Gemälde und Plastiken der Jahrhundertwende 1900 aus der Sammlung Dr. Alfred Gunzenhauser - 2013: Jawlensky neu gesehen - 2014: Fred Thieler – Malerei - 2014: Paul Altmann – Konsequenz - 2014: Ernst Ludwig Kirchner in den Kunstsammlungen Chemnitz - 2015: Jens Schubert – Promethium - 2015: Nora Mona Bach – Epilog - 2015: POP - David Hockney, Uwe Lausen, Andy Warhol - 2015: Ronny Szillo – Throw plenty of dirt and some will be sure to stick - 2015: Konrad Henker – Radierungen - 2016: Erich Heckel – 120 Werke - 2016: Reza Derakshani - 2016: 7. Ausstellung der Reihe Junge zeitgenössische Kunst aus Sachsen: Clemens Tremmel. ekstasis - 2016: 8. Ausstellung der Reihe Junge zeitgenössische Kunst aus Sachsen: Triestram. Goldene Aue - 2018: 300 X DIX. Werke von 1912 bis 1969. |